# Speedwell Island
Speedwell Island (spanska: Isla Águila) är en ö i territoriet Falklandsöarna (Storbritannien). Den ligger i den sydöstra delen av territoriet.
Öns högsta punkt är 46 meter över havet. Ön sträcker sig 17,6 kilometer i nord-sydlig riktning, och 9,5 kilometer i öst-västlig riktning.